# Wolfgang Seibrich
Wolfgang Seibrich (* 21. März 1942 in Mainz; † 5. April 2018) war ein deutscher Kirchenhistoriker.

## Leben
Wolfgang Seibrich war nach dem Studium in Trier und Würzburg und der Priesterweihe (1967) von 1967 bis 1970 Kaplan in Hilbringen. Danach war er von 1970 bis 2004 Religionslehrer am Gymnasium in Kirn und Sobernheim, Subsidiar in Kirn St. Pankratius und später der Gebietspfarrei. 1975 in Trier promoviert und an der Universität Mainz für Kirchengeschichte des Mittelalters und der Neuzeit habilitiert, war er von 1983 bis 2009 Lehrbeauftragter für Bistums- und Landesgeschichte an der Theologischen Fakultät Trier. Er veröffentlichte zahlreiche kirchengeschichtliche Beiträge und Bücher.

## Werke (Monographien)
- Die Entwicklung der Pfarrorganisation im linksrheinischen Erzbistum Mainz: Das Archidiakonat St. Martin in Bingen. Die Landkapitel Sobernheim und Kirn im Archidiakonat des Dompropstes. Gesellschaft für mittelrheinische Kirchengeschichte, Mainz 1977.
- Gegenreformation als Restauration : Die restaurativen Bemühungen der alten Orden im Deutschen Reich von 1580 bis 1648. Aschendorff Verlag, Münster 1991, ISBN 978-3-4020-3972-4.
- Der Raum Rhaunen während der Französischen Revolution: (1789–1801); ein Beispiel ländlicher Mentalitäts- und Strukturwandlungen (Mitteilungen des Vereins für Heimatkunde im Landkreis Birkenfeld und der Heimatfreunde Oberstein; Band 60). Verein für Heimatkunde im Landkreis Birkenfeld, 1994.
- Die Weihbischöfe des Bistums Trier. (Veröffentlichungen des Bistumsarchivs Trier; Bd. 31). Paulinus, Trier 1998, ISBN 978-3-7902-1326-3.
- 48 Einträge im OPAC der Regesta Imperii